# Brachypogon boormani
Brachypogon boormani är en tvåvingeart som beskrevs av Eileen D. Grogan och Meillon 1994. Brachypogon boormani ingår i släktet Brachypogon och familjen svidknott.
Artens utbredningsområde är Senegal. Inga underarter finns listade i Catalogue of Life.